# EVD
EVD(Enhanced Versatile Disc)는 DVD보다 좋은 화질을 위해 개발된 중국 정부의 지원으로 만들어진 광디스크 규격이다. 1999년부터 개발되어 2003년 11월 공식 발표되었으며, DVD와 동일한 광디스크에 MPEG-2 방식 대신에 영상은 On2 Technologies의 VP6 방식과 Coding Technologies의 EAC 2.0방식으로 대체하여 사용한다.

## EVD로 출시된 작품 목록
- 영웅 (2002년 영화)
- 연인 (2004년 영화)
- 빅 마마 하우스

## 같이 보기
- 슈퍼 비디오 CD
- 테오라